# Aufseherin

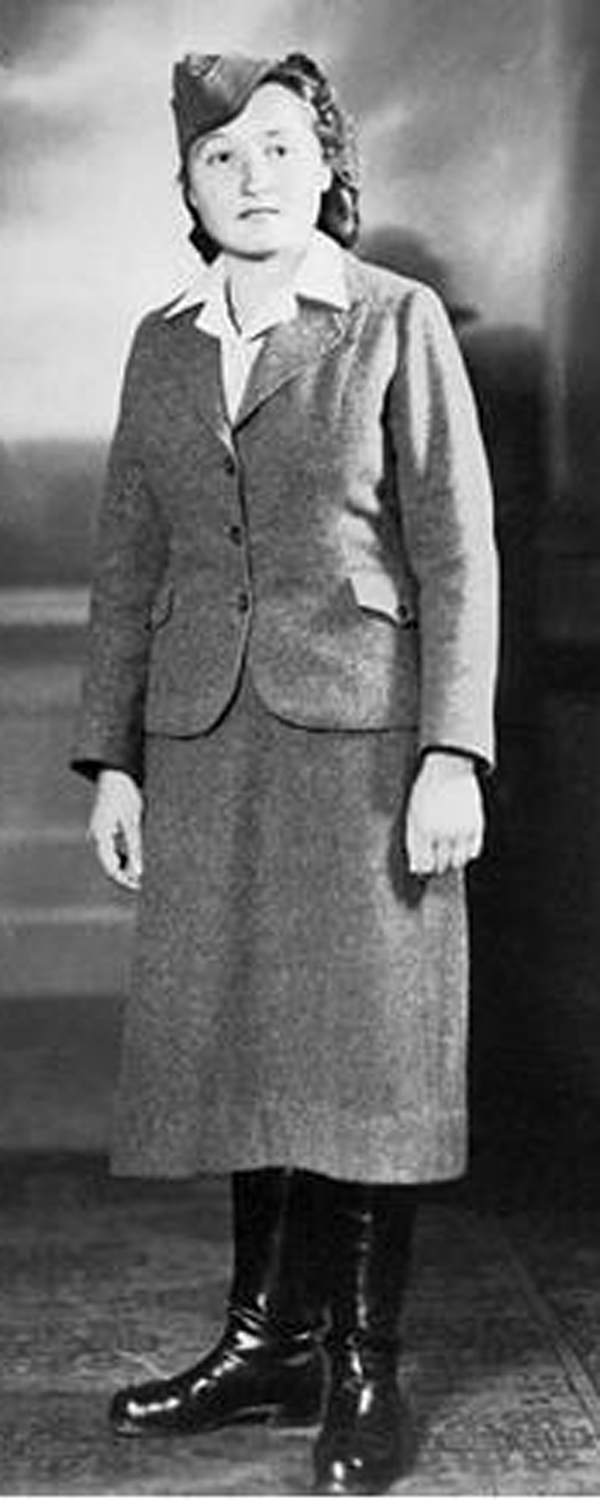
Aufseherin - KZ Lager.

Aufseherin (en allemand : « surveillante ») est le terme utilisé dans la Lagersprache pour désigner une gardienne auxiliaire civile (SS-Gefolge) des SS dans les camps de concentration nazis.

## Recrutement
Ces femmes provenaient généralement des classes sociales basse à moyenne et avaient souvent peu d'expérience professionnelle. Les premières étaient des gardiennes de prison débutantes, des coiffeuses, des contractuelles, des chanteuses d'opéra, mais aussi des enseignantes à la retraite, etc. Ces volontaires avaient vu des petites annonces parues dans les journaux allemands qui demandaient des femmes voulant démontrer leur amour pour le Reich et rejoindre l'organisation féminine Gefolge (auxiliaire) des SS. Les jeunes Allemands intégrant la SS, à compter du déclenchement de la Seconde Guerre mondiale et la création officielle de la Waffen S.S. en mars 1940, pouvaient le faire au lieu d'intégrer l'armée régulière (Wehrmacht) — la conscription était obligatoire depuis le rétablissement par Hitler en 1935 du service militaire, l'armée allemande après 1918 étant composée uniquement d'engagés volontaires de tous grades, selon les conditions prévues par le traité de Versailles, signé le 24 juin 1919.

## Carrières
Au début, en 1938, ces femmes furent formées à Lichtenburg puis, après 1939, au camp de Ravensbrück, près de Berlin. Le camp de Stutthof (Pologne) a également servi de centre de formation.
D'après un article de l'historien Philippe Aziz de 1982, « Selon les témoignages de rescapés, ces femmes « SS » — en fait « auxiliaires féminines » n'appartenant pas au corps de la SS— ont eu quelquefois des comportements d'une brutalité inouïe et leur apparition semait la terreur parmi les détenues ». Sur la transformation des nouvelles gardiennes en femmes sadiques, nous citons le témoignage, rapporté par Philippe Aziz, de la sociologue Germaine Tillion qui est accablant : « Certaines gardiennes prenaient un plaisir évident à frapper les déportées et tout particulièrement les plus faibles, malades ou visiblement effrayées. Les autres frappaient les prisonnières « avec rudesse et simplicité, comme un paysan sur son âne ». Elles semblaient redoubler de zèle devant leurs collègues masculins comme si elles voulaient mériter une considération spéciale en se montrant particulièrement agressives. »
En quelques jours, des jeunes femmes dont certaines étaient issues de la bonne société, se transformaient, pour leur majorité, « en brutale geôlière d'un troupeau de prisonnières ».

## Affectations
En 1942, les premières gardiennes provenant de Ravensbrück arrivèrent à Auschwitz et Majdanek. L'année suivante, les Nazis commencèrent la conscription de femmes en raison de la pénurie de gardiens. Plus tard, durant la guerre, des femmes furent également formées à une échelle moindre dans les camps de Neuengamme, Auschwitz (I, II et III), Plaszow, Flossenbürg, Gross-Rosen, Vught et Stutthof.
Le nombre d'Aufseherinnen était généralement bas. Des 55 000 gardiens qui servirent dans les camps, seules 3 600 furent des femmes. Et aucune gardienne n'a jamais servi dans les camps d'extermination de Belzec, Sobibór, Treblinka ou Chełmno.
Sept Aufseherinnen servirent à Vught, vingt-quatre servirent à Buchenwald, trente-quatre à Bergen-Belsen, dix-neuf à Dachau, vingt à Mauthausen, trois à Dora-Mittelbau, sept à Natzweiler-Struthof, vingt à Majdanek, 200 à Auschwitz et ses camps annexes, 140 à Sachsenhausen, 158 à Neuengamme, quarante-sept à Stutthof, à comparer aux 958 qui servirent à Ravensbrück, 561 à Flossenbürg et 541 à Gross-Rosen. Beaucoup de surveillantes travaillaient dans les camps annexes en Allemagne, quelques-unes en France, Autriche, Tchécoslovaquie et Pologne.

## Promotions et avancements
La lecture des témoignages, tant dans la presse que dans les comptes rendus de procès, a largement prouvé que l'univers concentrationnaire nazi était un milieu brutal et sadique, dirigé par des SS masculins dont la mission est vite devenue l'extermination des déportés, dans un univers d'où la pitié était vite balayée.
Les commandants des camps jugeaient vite leurs auxiliaires féminines sur leurs capacités à brutaliser et même à tuer. Si une Aufseherin se montrait brutale, sadique et sans pitié, elle devenait une collaboratrice utile à leur mission et remplissait alors les conditions pour être promue aux grades supérieurs de Rapportaufseherin (gardienne-chef), Erstaufseherin (première gardienne), Lagerführerin (chef de camp, une haute position sociale) ou Oberaufseherin (inspectrice senior, une très haute position sociale).
Le plus haut rang jamais atteint le fut par deux femmes, Anna Klein et Luise Brunner, et c'était le rang de Chef Oberaufseherin (inspectrice senior en chef). Mais aucune gardienne ne pouvait donner des ordres à un homme, quelles que soient les circonstances. Et aucune gardienne n'a jamais atteint le grade de commandant dans le système concentrationnaire. Elles étaient soit de rang équivalent aux hommes, soit sous leur autorité. Ravensbrück fut le seul camp strictement féminin ; il était dirigé par beaucoup de SS qui étaient assistés par quelques surveillantes.

## Camps, noms et grades

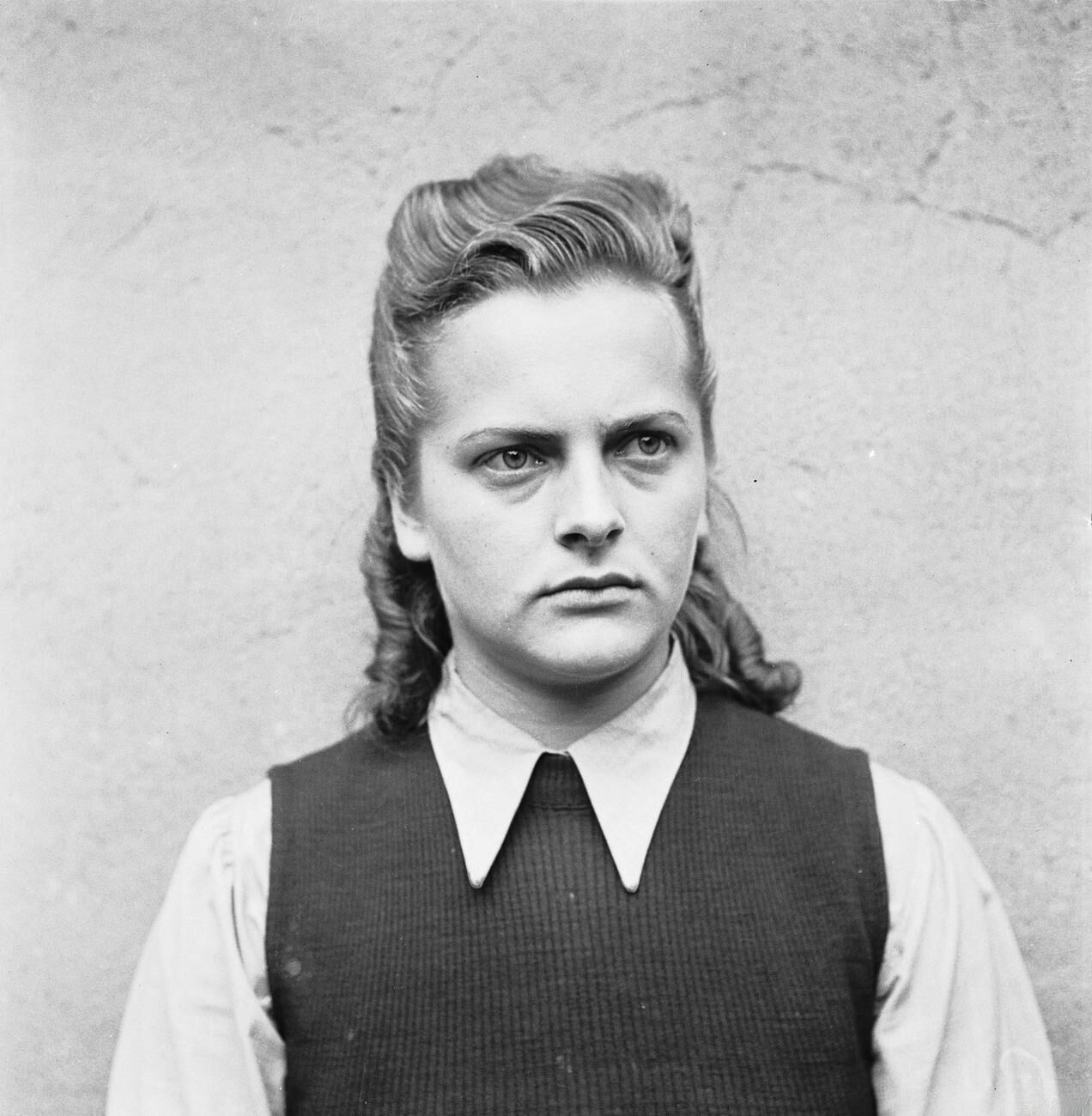
Irma Grese - Bergen-Belsen.

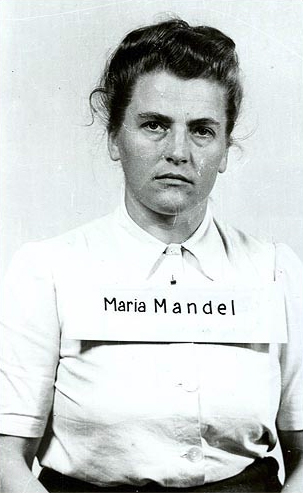
Maria Mandl - Auschwitz.

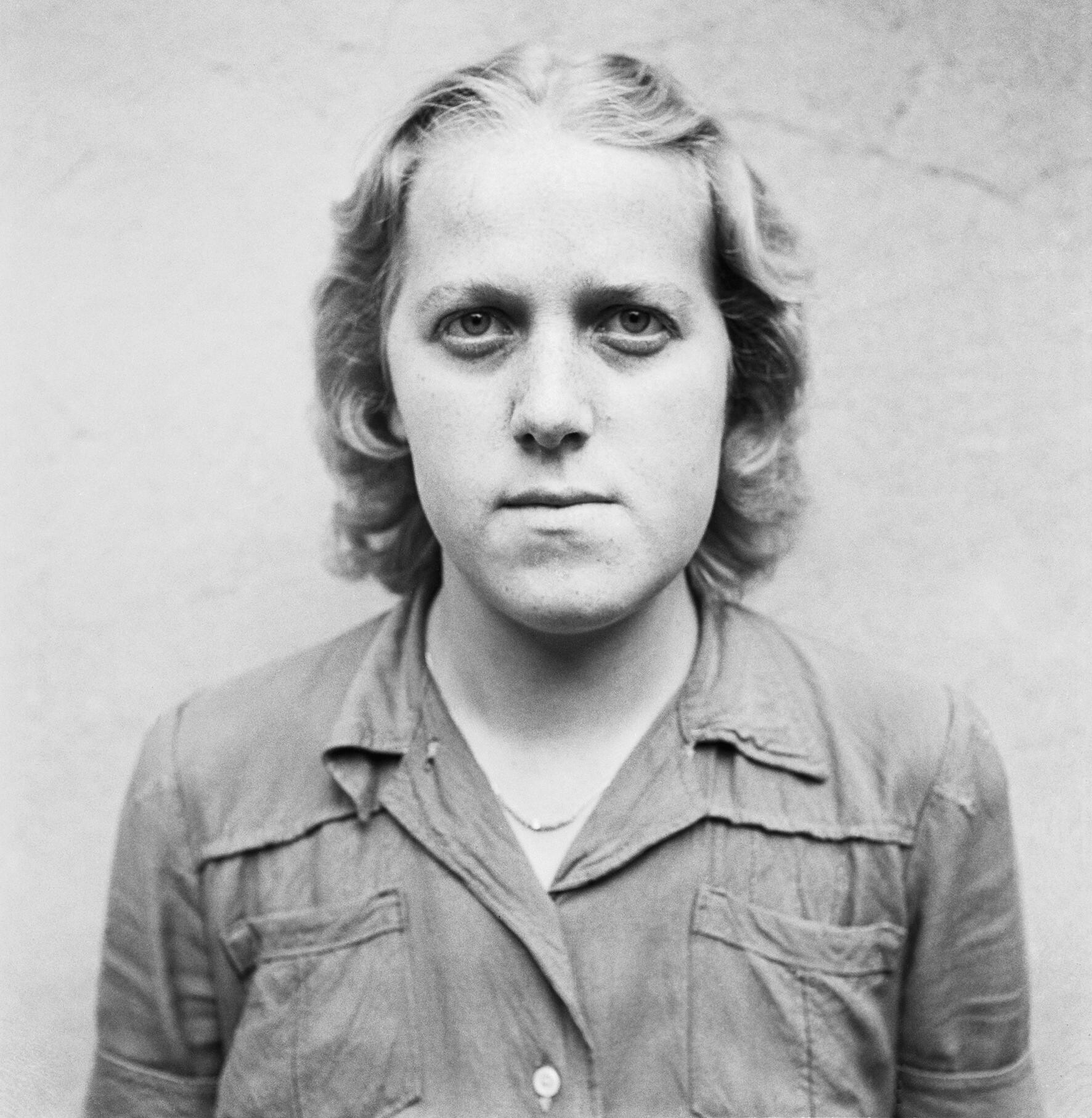
Herta Bothe en attente de son jugement (août 1945) - Bergen-Belsen.

- La surveillante en chef à Allendorf était Kaethe Hoern
- À Auschwitz : Johanna Langefeld, Maria Mandel, Margot Dreschel, Irma Grese, Elisabeth Lupka et Elisabeth Volkenrath.
- À Belzig, la chef des gardiennes était Hedwig Ullrich.
- À Bergen-Belsen, les deux surveillantes étaient Irma Grese et Elisabeth Volkenrath, tandis qu'Herta Ehlert servait comme gardienne adjointe.
- La Lagerführerin Kuegler servait comme chef du camp annexe de Bolkenhain.
- Johanna Wisotzki était Oberaufseherin à Bromberg-Ost tandis qu'Ilse Koch était appointée chef gardienne à Buchenwald.
- Dans le camp annexe de Danzig Langfuhr, Gerda Steinhoff commandait toutes les surveillantes et déportées, à Dora-Mittelbau, c'était Erna Petermann.
- Au camp annexe de Ravensbrück, Dresden Universelle, Charlotte Hanakam était chef surveillante et à Flossenbürg, ce grade fut donné à trois femmes à trois moments différents ; Gertrud Becker, Dora Lange et Gertrud Weniger.
- Dans le camp auxiliaire de Graslitz, Marianne Essmann fut promue gardienne en chef, à Gross-Rosen, Jane Bernigau, à Gruenberg, Anna Viebeg servait comme chef Oberaufseherin, tandis qu'Anna Jahn et Hela Milefski servaient comme Lagerleiterinnen en second (directrices de camp remplaçantes).
- À Gruschwitz-Neusalz, camp annexe de Gross-Rosen, Elisabeth Gersch en avait la charge ; à Hambourg-Wandsbek, Annemie von der Huelst.
- Le camp annexe d'Hanau en Allemagne était supervisé par la chef surveillante Lydia Neudert.
- À Helmbrechts, un camp annexe de Flossenbürg construit près de Hof, en Allemagne, originellement Martha Dell' Antonia était à la tête de plus de vingt-deux gardiennes. À la fin de 1944, elle fut remplacée par l'amante du commandant Doerr, Herta Hegel.
- À Hirtenberg, Jane Bernigau servit quelque temps comme chef surveillante ; à Holleischen, Dora Lange.
- Le minuscule camp annexe de Kratzau II en Pologne fut surveillé par Gertrud Becker ;Lenzing par la Lagerführerin Schmidt et l'Oberaufseherin Margarete Freinberger.
- Majdanek fut supervisé par Elsa Ehrich, assistée par les chefs surveillantes adjointes Hermine Braunsteiner, Redeli, Ehlert et Elisabeth Knoblich.
- Mauthausen fut supervisé plus de deux années par deux femmes, Jane Bernigau et Margarete Freinberger.
- Neuengamme en Allemagne du Nord fut supervisé par les chefs gardiennes Annemie von der Huelst et Inge Marggot Weber tandis qu'une femme nommée « Anna » commandait le camp annexe de Nurnberg-Siemens.
- À Oberalstadt, Irmgard Hofmann en était la Lagerführerin.
- À Obernheide, Gertrud Heise était la chef de sept femmes SS ; à Oederan, Dora Lange et à Plaszow, Alice Orlowski.
- Ravensbrück était le centre de formation des gardiennes. Comme chefs de ces gardiennes, il y avait Jane Bernigau, Margarete Gallinat, une femme nommée Small, Maria Mandl, Johanna Langefeld, Greta Bösel, Else Grabner, Kaethe Hoern, Erna Rose, Anna Klein, pendant que Dorothea Binz leur servait d'assistante.
- Rochlitz était supervisé par Marianne Essmann, Sachsenhausen par Ilse Koch et plus tard par Hilde Schlusser et Anna Klein.
- Des généraux SS de Stutthof promurent Johanna Wisotzki et Gerda Steinhoff au grade de surveillantes en chef (Oberaufseherin), tandis qu'au camp de concentration de Theresienstadt ce grade fut donné à Hildegard Neumann.
- Ruth Neudeck supervisait Uckermark, Margarete Gallinat surveillait à Vught ; Susanne Hille était chef des gardiennes à Unterlüss et Hilde Hahn surveillait dans le camp annexe de Flossenbürg, Zwodau.

## Arrestation et expiation

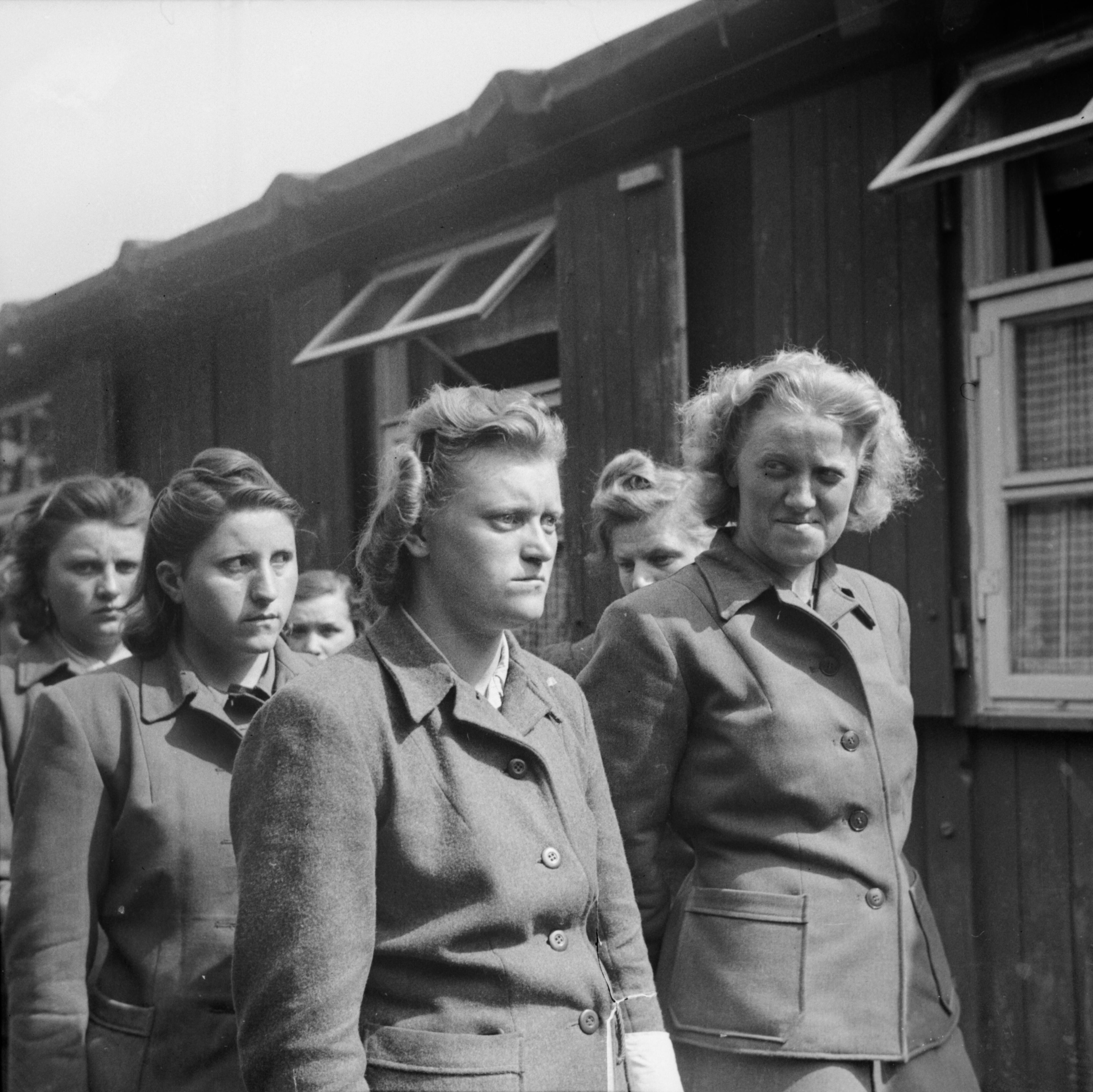
Arrestation des Aufseherinnen de Bergen-Belsen, avril 1945. Parmi les femmes figurent de gauche à droite: Hildegard Kanbach, Magdalene Kessel, Irene Haschke, la gardienne en chef, Elisabeth Volkenrath (partiellement cachée) et Herta Bothe.

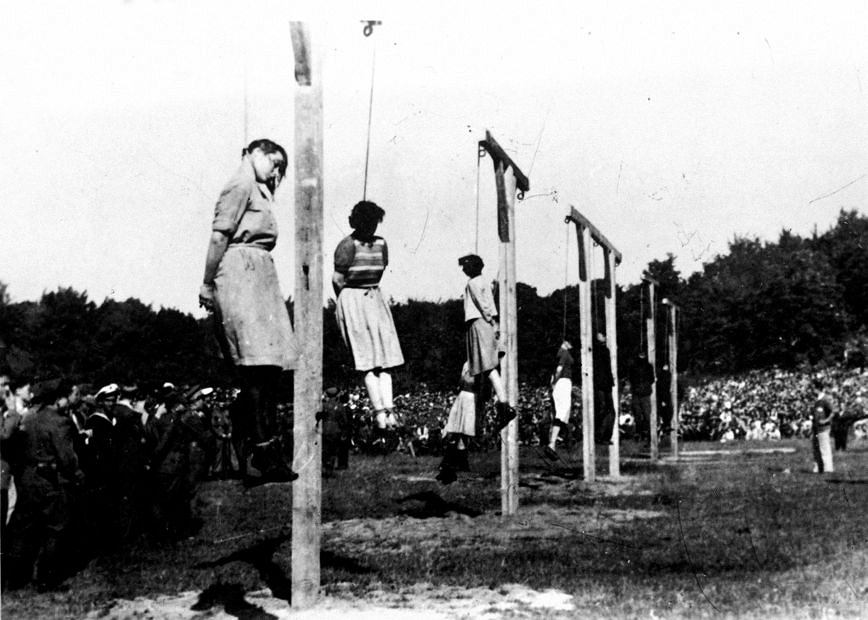
Exécution de gardiennes du camp de Stutthof en Pologne, à Biskupia Gorka le 4 juillet 1946.

De nombreuses auxiliaires féminines de la SS ont été capturées par les troupes alliées ou les polices d'États libérés. D'anciens gardes SS et leurs auxiliaires (Kapos) ont aussi été capturés.
Au camp de Bergen-Belsen, c'est en avril 1945 que les Aufseherinnen sont arrêtées par l'Armée britannique, qui leur imposent, comme punition, d'enterrer de leurs propres mains les cadavres des victimes de l'épidémie du typhus dans des fosses.
Se constituent après la défaite de l'Allemagne nazies quatre zones d'occupation dans l'Allemagne vaincue : la française, la britannique et l'américaine, toutes trois bases de la future République fédérale d'Allemagne, apparue en mai 1949  et la zone soviétique, future République démocratique allemande, crée en octobre 1949. Des procès ont été tenus à l'encontre des gardiens et gardiennes de camps de tous grades. Des verdicts ont été prononcés à l'encontre de ceux reconnus coupables de crimes contre l'humanité ou de crimes de guerre.

### À l'est
Le premier procès du Stutthof, à Gdańsk, en Pologne, eut à juger treize accusés. Il se termina par la condamnation à mort et la pendaison publique de cinq accusées et de la condamnation d'une sixième à une peine de prison de quinze ans. Une demande de grâce reçut un avis favorable de la cour mais fut rejetée par le Président polonais. Six hommes dont le commandant du camp et des kapos furent aussi condamnés et exécutés. Il y eut deux autres procès du Stutthof avec d'autres condamnations à mort, des peines d'emprisonnement et des relaxes.

### À l'ouest
Les tribunaux anglo-américains furent moins sévères mais il y eut aussi des condamnations à mort et les exécutions ne furent pas publiques. Les condamnées furent inhumées dans des cimetières.
Criminelles exécutées à l'ouest :
- Vera Salvequart : 26 juin 1947 ;
- Greta Bösel : 2 mai 1947 ;
- Dorothea Binz : 2 mai 1947 ;
- Elisabeth Volkenrath : 13 décembre 1945 ;
- Irma Grese : 13 décembre 1945 ;
- Juana Bormann : 13 décembre 1945.

## Dans la fiction
Le film La vie est belle (1997) présente plusieurs personnages secondaires qui sont des Aufseherinnen.

### Filmographie
- Des femmes au service du Reich, film documentaire de Christiane Ratiney de 95 min, diffusé sur ARTE le 31 janvier 2023, présentation en ligne